# Lithocarpus shinsuiensis
Lithocarpus shinsuiensis là một loài thực vật có hoa trong họ Cử. Loài này được Hayata & Kaneh. mô tả khoa học đầu tiên năm 1921.